# جامعة إدنبرة
جامعة إدنبرة (بالإنجليزية: University of Edinburgh)، هي جامعة أبحاث عامة تقع في مدينة إدنبرة، اسكتلندا. أُسّست من قِبل مجلس المدينة بموجب ميثاق ملكي أصدره الملك جيمس السادس عام 1582، وافتُتحت رسميًا عام 1583، وتُعدّ واحدة من الجامعات القديمة الأربع في اسكتلندا، والسادسة من حيث الأقدمية بين الجامعات الناطقة بالإنجليزية التي لا تزال تعمل باستمرار.لعبت الجامعة دورًا محوريًا في جعل إدنبرة مركزًا فكريًا رائدًا خلال عصر التنوير الاسكتلندي، وساهمت في حصول المدينة على لقب "أثينا الشمال".
تُصنّف جامعة إدنبرة ضمن أفضل 40 جامعة عالميًا وفقًا للتصنيف الأكاديمي لجامعات العالم وتصنيف مجلة تايمز للتعليم العالي للجامعات العالمية وتصنيف كيو إس للجامعات العالمية. وهي عضو في عدد من الاتحادات الدولية للجامعات البحثية المرموقة، مثل مجموعة كويمبرا، ورابطة الجامعات الأوروبية البحثية، ومجموعة راسل، وUna Europa، ويونيفيرسيتاس ٢١.
بلغ إجمالي دخل الجامعة للسنة المالية المنتهية في 31 يوليو 2024 حوالي 1.386 مليار جنيه إسترليني، منها 365.2 مليون جنيه من المنح والعقود البحثية. كما تمتلك ثالث أكبر وقف جامعي في المملكة المتحدة بعد جامعتي كامبريدج وأوكسفورد.
تنتشر الجامعة على خمسة حُرُم جامعية رئيسية ضمن مدينة إدنبرة، وتضم العديد من المباني ذات الأهمية التاريخية والمعمارية، لاسيما في المدينة القديمة.
جامعة إدنبرة هي رابع أكبر جامعة في المملكة المتحدة من حيث عدد الطلاب، وتستقبل سنويًا أكثر من 66,000 طلب التحاق لبرامج البكالوريوس، ما يجعلها خامس أكثر جامعة بريطانية جذبًا للمتقدمين. وفي عام 2021، احتلت المرتبة السابعة من حيث أعلى متوسط نقاط بين الجامعات البريطانية.
للجامعة علاقات وثيقة مع العائلة المالكة البريطانية؛ فقد شغل الأمير فيليب، دوق إدنبرة، منصب المستشار من عام 1953 حتى 2010، وتولت الأميرة آن، الأميرة الملكية، المنصب منذ مارس 2011.
من أبرز خريجي جامعة إدنبرة: المخترع ألكسندر غراهام بيل، وعالم الأحياء تشارلز داروين، والفيلسوف ديفيد هيوم، والفيزيائي جيمس كليرك ماكسويل، إلى جانب عدد من الأدباء مثل أوليفر غولدسميث، و السير ج. م. باري، و السير آرثر كونان دويل، و السير والتر سكوت، و روبرت لويس ستيفنسون.

خرجت الجامعة عدة رؤساء دول وحكومات، منهم ثلاثة رؤساء وزراء بريطانيين، وثلاثة قضاة في المحكمة العليا البريطانية. واعتبارًا من أكتوبر 2024، ارتبطت جامعة إدنبرة بـ 20 فائزًا بجائزة نوبل، و4 فائزين بجائزة بوليتزر، و3 فائزين بجائزة تورنغ، وحائز على جائزة آبل، وآخر على ميدالية فيلدز. كما فاز خريجوها بعشر ميداليات ذهبية أولمبية.

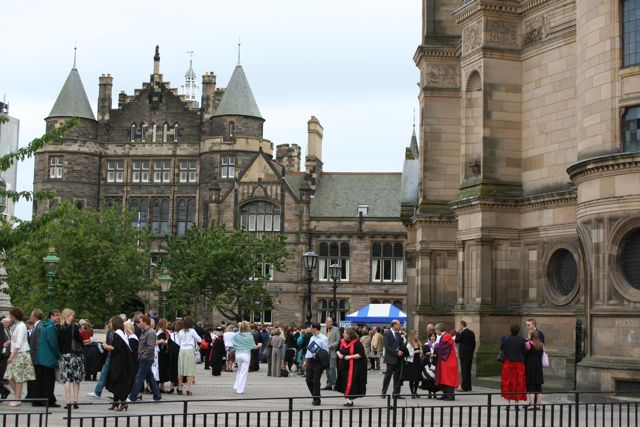
قاعة الخريجين (ماكيوان) يوم تخرجهم.

## تاريخ
أسس جامعة إدنبرة الأسقف روبرت ريد سنة 1583م عن طريق الميثاق الملكي بمنحة من الملك جيمس السادس (الأول لإنجلترا والسادس لاسكتلندا). وبذلك تكون رابع جامعة تؤسس في اسكتلندا في الوقت الذي لم يكن في إنجلترا سوى جامعتين. وفي القرن الثامن عشر لعبت جامعة إدنبرة دورا مهما إبان عصر التنوير الأوروبي حيث أنها ساهمت في تحقيق شهرة كبيرة لمدينة إدنبرة وجعلها مركزا حيويا للثقافة حتى أنها سميت بـ«أثينا الشمال».

## عضويات الجامعة
تعتبر جامعة إدنبرة عضوا ضمن مجموعة راسل للجامعات وهو تجمع يمثل جامعات النخبة البريطانية، وعددها عشرون جامعة والتي تتلقى ثلثي المنح المخصصة للأبحاث في جامعات المملكة المتحدة. إضافة إلى ذلك فهي الجامعة الاسكتلندية الوحيدة إلى جانب جامعة أكسفورد وجامعة كامبريدج الإنجليزيتين التي تنتمي إلى مجموعة كويمبرا للجامعات. وكذلك عضو في الاتحاد الأوروبي للجامعات البحثية.

## أشهر شخصيات درسوا وعملوا في الجامعة
أنتجت الجامعة عدداً من أهم شخصيات التاريخ الحديث والمعاصر من علماء ومفكرين وفلاسفة وسياسيين واقتصاديين ومؤرخين وأدباء.
فمن العلماء يمكن ذكر على سبيل المثال:
- تشارلز داروين صاحب نظرية التطور.
- ألكسندر غراهام بيل مخترع الهاتف.
- جيمس كلارك ماكسويل الفيزيائي صاحب معادلات الموجات الكهرومغناطيسية.
- ويليام رانكين. الفيزيائي الذي ساهم في تأسيس علم الديناميكا حرارية.
- ماكس بورن مؤسس رئيسي لميكانيكا الكم.
- مايكل عطية أبرز علماء الرياضيات في الوقت الحالي.
- أيان ويلموت وكيث كامبل وزملاؤهم في معهد روزلين الذين نجحوا في استنساخ النعجة دولي سنة 1996.
- روبرت إدواردز مكتشف التلقيح الصناعي وعملية أطفال الأنابيب.
- محمد مدور: فلكي مصري، كان مديرًا لمرصد حلوان، ومؤسسًا لقسم الفلك بجامعة القاهرة. حصل على درجة الدكتوراه في علم الفلك من الجامعة سنة 1926.

ومن الاقتصاديين:
- آدم سميث صاحب كتاب ثروة الأمم.

ومن المؤرخين والفلاسفة:
- ديفيد هيوم.
- توماس كارليل.
- المستشرق ويليام مونتغمري واط.
- المستشرق ويليام موير.

ومن الأدباء:
- السير آرثر كونان دويل صاحب سلسلة روايات وقصص شيرلوك هولمز.
- روبرت لويس ستيفنسون صاحب روايات جزيرة الكنز والمخطوف وغيرها.
- والتر سكوت

ومن السياسيين:
اثنان من الموقعين على إعلان الاستقلال الأمريكي جيمس ويلسون وجون ويذرسبون
وثلاثة من رؤساء مجلس الوزراء البريطاني وهم:
- جوردون براون.
- لورد بالميرستون.
- لورد جون رسل.

إضافة إلى:
- رئيس وزراء كندا تشارلز توبر.
- رئيس وزراء كوريا الجنوبية يانج تايك سانج وغيرهم.

وتبلغ ميزانية الجامعة 634 مليون جنيه استرليني.

## وصلات خارجية
نسخة محفوظة 11 أكتوبر 2008 على موقع واي باك مشين.  نسخة محفوظة 16 مايو 2008 على موقع واي باك مشين.